# Lama de Góngora
Francisco Lama de Góngora (23 de septiembre de 1992, Barrio del arenal, Sevilla) es un torero español.

## Biografía
Lama de Góngora nació el 23 de septiembre de 1992 en el Barrio del Arenal, en Sevilla.
Fue alumno de la Escuela taurina de Sevilla de manos del maestro Luis de Pauloba
Apoderados: Desde 2012 hasta el 2015 lo apoderan Manuel Tornay y Santiago Ellauri, desde finales de 2016 le apodera José Manuel Espinosa durante toda la temporada 2017, desde la temporada 2018 lo apodera Guillermo García Palacios.

## Carrera profesional
En su etapa de novillero sin picadores en la escuela taurina toreo 30 festejos cortando 55 orejas.
El 12 de julio de 2012 abrió la puerta del príncipe de Sevilla en su presentación de novillero sin picadores.
Debutó con picadores el 3 de marzo de 2013 en la Plaza de Toros de Olivenza junto a Miguel Ángel Silva, Posada de Maravillas y José Garrido con novillos de El Freixo.
Se presentó en Las Ventas el 1 de mayo de 2014 compartiendo cartel junto a Juan José Bellido "Chocolate" y José Garrido
El 12 de octubre de 2014 se encierra con 6 novillos de El Parralejo, Fuente Ymbro, Javier Molina, El Pilar, Daniel Ruiz y Luis Algarra a los que le corto dos orejas en Sevilla.
Toma la alternativa el 18 de abril de 2015 en Sevilla con Enrique Ponce de padrino y José María Manzanares de testigo con toros de Victoriano del Río y toros de Cortés.

### Estadísticas

#### Novillero con picadores
| Año  | Festejos | Reses lidiadas | Orejas | Rabos | Indultos |
| ---- | -------- | -------------- | ------ | ----- | -------- |
| 2013 | 19       | 38             | 17     | 0     | 0        |
| 2014 | 18       | 39             | 16     | 3     | 2        |

#### Matador de toros
| Año  | Festejos | Reses lidiadas | Orejas | Rabos | Indultos |
| ---- | -------- | -------------- | ------ | ----- | -------- |
| 2015 | 2        | 4              | 0      | 0     | 0        |
| 2016 | 17       | 25             | 25     | 2     | 1        |
| 2017 | 10       | 15             | 10     | 1     | 0        |
| 2018 | 6        | 10             | 3      | 0     | 0        |
| 2019 | 8        | 16             | 11     | 0     | 0        |